# حجر الفلاسفة

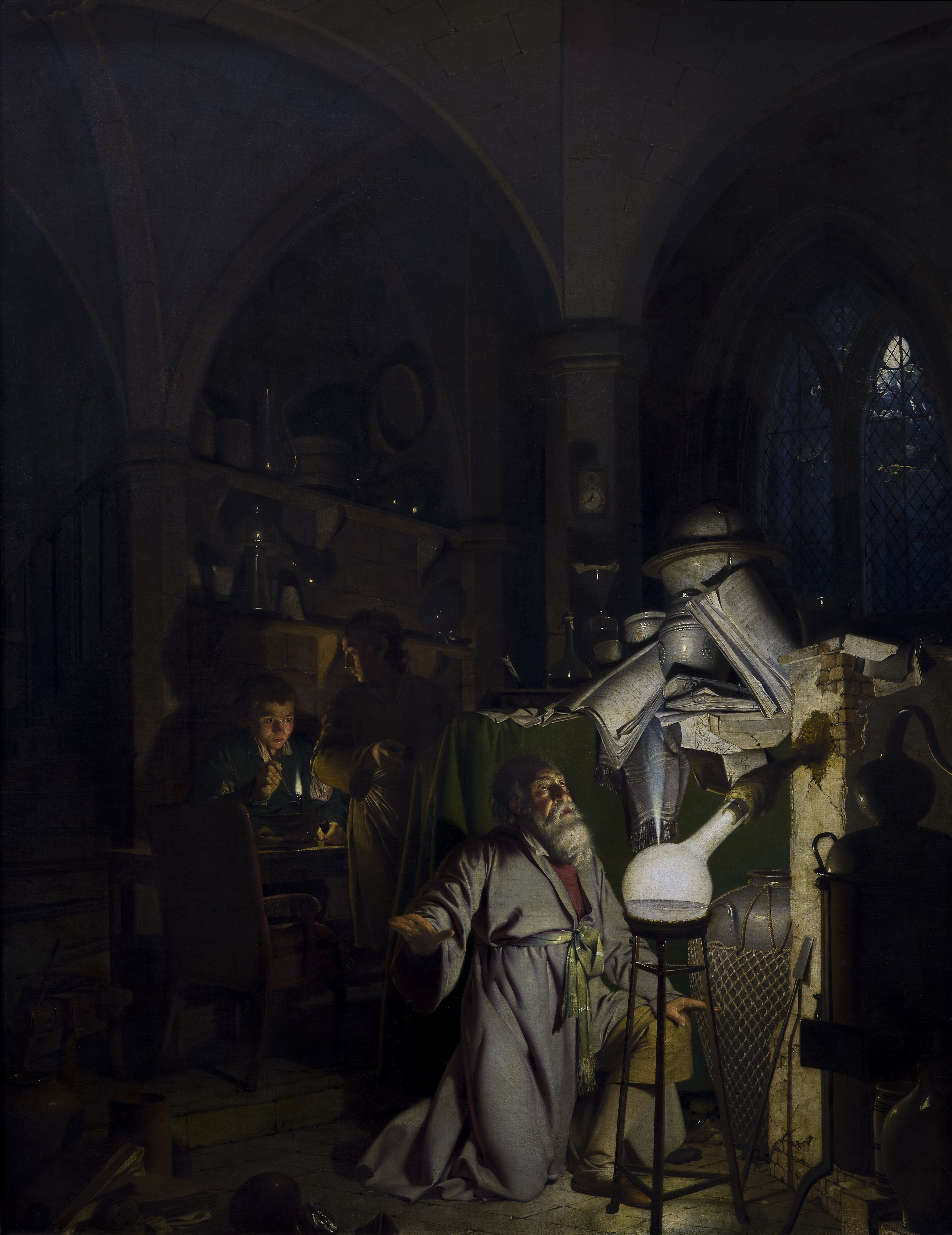
الكيميائي، يبحث عن حجر الفلاسفة بريشة جوسف رايت من دربي، 1771.

حجر الفلاسفة (باللاتينية: lapis philosophorum)‏ هو مادة اسطورية يُعتقد أنها تستطيع تحويل الفلزات الرخيصة (كالرصاص) إلى ذهب ويمكن استخدامه في صنع إكسير الحياة. إن أصل هذا المصطلح هو في علم الخيمياء الذي بدأ في مصر القديمة ولكن فكرة تحويل المعادن إلى معادن أغلى (كالذهب أو الفضة) تعود إلى كتابات العالم جابر بن حيان. قام ابن حيان بتحليل خواص العناصر الأربعة بحسب أرسطو قائلا بوجود أربعة خواص أساسية الحر والبرودة والجفاف والرطوبة. وقد اعتبر النار حارة وجافة أما التراب فبارد وجاف بينما الماء بارد ورطب والهواء حار ورطب. فذهب إلى القول أن المعادن هي خليط من هذه العناصر الأربعة اثنان منهما داخليا واثنان خارجيا. ومن فرضيته تلك تم الاستنتاج أن تحويل معدن إلى آخر ممكن من خلال إعادة ترتيب هذه الخواص الأساسية. أن هذا التحول، بحسب اعتقاد الخيميائيين، سيكون بواسطة مادة سموها الإكسير. وقد قال البعض أن الأكسير هو مسحوق أحمر لحجر أسطوري (حجر الفلاسفة).
يعتقد البعض أن ابن حيان قد استمد مفهومه لحجر الفلاسفة من معرفته بإمكانية إخفاء المعادن كالذهب والفضة في أشابات واستخراجها منها لاحقا بمعالجة كيماوية. كما كان جابر بن حيان مخترع الماء الملكي (مزيج من حمض النيتريك وحامض الهيدروكلوريك) أحد المواد القليلة التي تستطيع إذابة الذهب (ولا يزال قيد الاستعمال لتنظيف الذهب).
اعتقد الأقدمون أن الذهب فلز لا يصدأ ولا يفقد بريقه أو يفسد. وبما أن حجر الفلاسفة تحول معدن قابل للفساد إلى معدن غير قابل للفساد استنتجوا أنه يستطيع منح الإنسان المخلوق الفاني الخلود. وقد ساد هذا الاعتقاد في القرون الوسطى بالذات.
بقي الإيمان بحجر الفلاسفة سائدا إلى أن قام أنطوان لاڤوازييه بإعادة تعريف مصطلح العنصر.

## التاريخ
ذكر حجر الفلاسفة في كتابات وجدت ترجع زمنيا إلى شايروكميتا إلى زوسيموس من بانوبوليس (c. 300 ميلادية.) الكتاب الخيميائيين قد عينوا التاريخ. الياس أشمولى ومؤلف مجهول غلوريا موندي (1620) مع الادعاء بأن تاريخها يعود إلى آدم الذي حاز المعرفة عن الحجر مباشرة من الله. وقيل أن هذه المعرفة تنتقل من خلال الأنبياء، مما يعطيهم طول العمر. وتقارن أسطورة الحجر بالتاريخ التوراتي لهيكل سليمان والحجر المرفوض المذكور في مزمور 118.
الجذور النظرية تحدد خلق الحجر ويمكن أن تعزى إلى الفلسفة اليونانية. يستخدم الكيميائيون في وقت لاحق العناصر الكلاسيكية، ومفهوم أنيما موندي، وقصص الخلق الواردة في النصوص مثل أفلاطون  طيماوس كما يتوافق مع ما ورد عن عملياتهم. وفقاً لأفلاطون، وتستمد العناصر الأربعة من مصدر مشترك أو الوجاهة المادية (المادة الأولى)، ويرتبط مع الفوضى.  بريما المادية هو أيضا الكيميائيون اسم تعيين إلى عنصر انطلاق لخلق حجر الفلاسفة. أهمية هذه المسألة الفلسفية الأولى استمرت عبر تاريخ الخيمياء. في القرن السابع عشر، توماس فوغان يكتب، «هذه المسألة أول من الحجر هو نفسه جدا مع هذه المسألة أولاً وقبل كل شيء» 
يعتقد البعض أن ابن حيان قد استمد مفهومه لحجر الفلاسفة من معرفته بإمكانية إخفاء المعادن كالذهب والفضة في أشابات واستخراجها منها لاحقا بمعالجة كيماوية. كما كان ابن حيان مخترع الماء الملكي (مزيج من حمض النيتريك وحامض الهيدروكلوريك) أحد المواد القليلة التي تستطيع إذابة الذهب (ولا يزال قيد الاستعمال لتنظيف الذهب).
اعتقد الأقدمون أن الذهب فلز لا يصدأ ولا يفقد بريقه أو يفسد. وبما أن حجر الفلاسفة تحوّل من معدن قابل للفساد إلى معدن غير قابل للفساد استنتجوا أنه يستطيع منح الإنسان أو أي مخلوق فاني الخلود. وقد ساد هذا الاعتقاد في القرون الوسطى بالذات.

### العصور الوسطى
الكيميائي في القرن الثامن جابر بن حيان بال (اللاتيني  جابر) تحليل كل العناصر الكلاسيكية من حيث الصفات الأساسية الأربعة. وكانت النار على حد سواء حارة وجافة، والأرض الباردة والجافة والمياه الباردة والرطبة، والهواء الساخن والرطبة. وقال أنه اقتنع بأن كل معدن كان مزيجا من هذه المبادئ الأربعة، اثنان منهم الداخلية واثنين من الخارج. من هذا المنطلق، كان المسبب لتحويل المعادن إلى الأخرى يمكن أن تتأثر بإعادة ترتيب الصفات الأساسية. ومن المفترض أن يكون هذا التغيير بوساطة من قبل الجوهر، الذي أطلق عليه لاحقا القاعدة، iksir في العربية (وهي مشتقة من مصطلح الغربية إكسير). وغالباً ما يعتبر أن وجوده على شكل مسحوق أحمر جاف (المعروف أيضا باسم القاعدة، Kibrit الأحمر (الكبريت الأحمر)—الكبريت الأحمر) مصنوعة من الحجر، حجر الفيلسوف الأسطوري.
واستندت نظرية جابر على مفهوم أن المعادن مثل الذهب والفضة ويمكن أن تكون مخفية في سبائك ومواد خام، من التي يمكن استردادها عن طريق المعالجة الكيميائية المناسبة. ويعتقد جابر لنفسه ان يكون هو مخترع الماء الملكي، وهي مزيج من حمض مرياتيك (الهيدروكلوريك) وحمض النيتريك، والأحماض هي واحدة من عدد قليل من المواد التي يمكن أن تذوب الذهب (والذي ماريزال غالبا ما تستخدم لاستعادة الذهب وتنقية).[بحاجة لمصدر]
في القرن الحادي عشر، كان هناك جدل في العالم الإسلامي بين العلماء والكيميائيين على ما إذا كان تحويل المواد ممكن. وكان الخصم الرئيسي هو ابن سينا، الذي أفقد مصداقية نظرية تحويل المواد، قائلا: «هؤلاء الحرفيين الكيميائيين يعرفون جيدا أن أي تغيير لا يمكن أن يحصل في أنواع مختلفة من المواد، على الرغم من أنها يمكن أن تظهر مثل هذا التغيير.»
وفقا للأسطورة، فإن عالم القرن الثالث عشر الفيلسوف ألبرت ماغنوس يقال أنه اكتشف حجر الفلاسفة ونقلهُ إلى تلميذهِ، توماس الأكويني، قبل وفاته بفترةِِ وجيزة، حوالي عام 1280. بينما الفيلسوف ماغنوس لا يؤكد اكتشاف الحجر في كتاباته، لكنه سجّل أنه شاهد إنشاء «التحويل» للذهب.
بقي الايمان بوجود حجر الفلاسفة سائداً إلى أن قام أنطوان لافوازييه بإعادة تعريف مصطلح العنصر وأختفت هذهِ الخرافة.

## خصائص
ويعزى إلى حجر الفلاسفة العديد من الخصائص الصوفية والسحرية. والخصائص الأكثر شيوعا المذكورة هي القدرة على تحويل المعادن الخسيسة إلى ذهب أو فضة، والقدرة على شفاء جميع أشكال المرض وإطالة حياة أي شخص يستهلك جزء صغير من حجر الفلاسفة. وتشمل الخصائص الأخرى المذكورة: إنشاء مصابيح مضيئة على الدوام، التحويل من بلورات مشتركة في الأحجار الكريمة والألماس، إحياء النباتات الميتة، إنشاء مواد مرنة أو الزجاج القابل للطرق، أو إنشاء استنساخ أو أنيسيان.

## الخلق
يتم إنشاء حجر الفلاسفة من خلال الطريقة الخيميائية المعروفة باسم ماغنوم أوبوس أو العمل العظيم. غالبا ما يعبر عنها بسلسلة من التغييرات في اللون أو العمليات الكيميائية، والإرشادات لخلق حجر الفلاسفة متنوعة. فعندما يتعلق الأمر بالألوان، فالعمل قد يمر من خلال مراحل nigredo، البياض، citrinitas ، و rubedo. عند التعبير عن سلسلة من العمليات الكيميائية التي غالبا ما تتضمن سبعة إلى اثني عشر من المراحل الختامية في حاصل الضرب، والإسقاط.

## الفن والترفيه
لقد كان موضوع حجر الفلاسفة هو موضوع إلهامي متميز، أو قطعة من الأعمال الفنية التي لا حصر لها مثل: الروايات والقصص والعمل الفكاهي أو قصة فيلم ورسوم متحركة مثل إنمي الخيميائي الفولاذي ولعبة فيديو، أو أعمال موسيقية.

## قراءات إضافية
- موسوعة بريتانيكا (2011). Philosophers' stone and Alchemy.
- Guiley, Rosemary (2006). The Encyclopedia of Magic and Alchemy. Infobase Publishing, USA. ISBN 0-8160-6048-7. pp. 250–252.
- Myers, Richard (2003). The basics of chemistry. Greenwood Publishing Group, USA. ISBN 0-313-31664-3. pp. 11–12.
- Pagel, Walter  [لغات أخرى]‏ (1982). Paracelsus: An Introduction to Philosophical Medicine in the Era of the Renaissance. Karger Publishers, Switzerland. ISBN 3-8055-3518-X.
- Thompson, Charles John Samuel (2002) [1932]. Alchemy and Alchemists. Chapter IX. Courier Dover Publications, USA. ISBN 0-486-42110-4. pp. 68–76.

## الروابط الخارجية
- The Philosophers' Stone by Edward Kelly نسخة محفوظة 30 يونيو 2015 على موقع واي باك مشين.

قالب:الخيمياء